# Ота, Рю
Рю Ота (яп. 太文 龍 [太文 竜]), при рождении Тоити Курихара (яп. 栗原 登一; 16 августа 1930 — 19 мая 2009) — японский политический идеолог и экоактвист. Один из крупнейших теоретиков японских «новых левых». Троцкист, «зелёный», впоследствии ультраправый конспиролог.

## Биография
Родился на Сахалине — в Тоёхаре, префектура Карафуто. Его отцом был Тасабуро Курихара, медик, матерью являлась Томи Кобаяси. По отцовской линии, происходил из китайской врачебной династии, проживавшей в префектуре Тиба. Его старший брат, Тоё Курихара, был марксистом, за что был репрессирован.
В мае 1944 года, переехал в префектуру Тиба. Во время обучения в средней школе, увлекся левыми идеями под влиянием брата. Политическую деятельность начал, вступив в Лигу демократической молодёжи Японии в октябре 1945 года.
В 1947 году был принят в Коммунистическую партию Японии. В 1953 году покинул КПЯ.
В 1955 году Ота и Канъити Курода основали Японскую революционную коммунистическую лигу, став представителями Четвертого интернационала в Японии. Ота начал отстаивать энтризм в Социалистическую партию Японии, из-за чего в 1957—1958 годах у них произошёл раскол, и им была создана Японская троцкистская лига, известная также как «Интернационалистическая коммунистическая партия». Во время протестов против Договора безопасности со США призвал к вооружённому восстанию, за что был в первый раз исключён из ИКП. В связи с его окончательным выходом из этой организации в 1970 году была запланирована расправа над ним со стороны бывших соратников, однако ему удалось избежать насильственной смерти.
Разработал «теорию революции айнов». В 1971 году, Ота и лидер Лиги освобождения айнов были арестованы за подстрекательство к беспорядкам, что привело к их конфликту. Впредь оказывал идеологическое влияние на Восточноазиатский антияпонский вооруженный фронт.
В 1986 году Ота основал Японскую партию зеленых, впрочем, вскоре расколовшуюся. В 1986 году он написал книгу под названием «Прокламация японского эколога», в которой провозгласил: «Мы должны свергнуть всю человеческую диктатуру! Освободите тараканов, освободите крыс, освободите дождевых червей!». С 1986 года, неоднократно пытался участвовать в выборах, но неудачно.
В 1990-е годы он стал известен как один из главных распространителей конспирологических материалов на тему еврейского заговора. Кроме того, он негативно оценивал вестернизацию Японии, а также описывал в своих трудах эстетическое и моральное превосходство японских женщин над западными женщинами. Считал себя буддистским философом. Переводил на японский книги Джона Коулмана, Юстаса Муллинса и Дэвида Айка. Посвятил книгу «Принципы НЛО и космическая цивилизация» вопросам уфологии, однако её научный уровень был раскритикован многими экспертами: те заявили, что Ота не понимает закона инерции. Интересовался традиционной восточной медициной и «естественным питанием», опираясь на опыт своего отца.
Скончался от перитонита в 2009 году.

## Организации
Рю Ота возглавлял организации, такие как:
- Академия естественной жизни (яп. 天寿学会 тэндзю гаккай)
- Академия критики цивилизации (яп. 文明批判学会 буммэй хихан гаккай)
- Институт исторической достоверности (яп. 歴史修正研究所 рэкиси сю:сэй кэнкю:дзё)
- Институт универсальной стратегии (яп. 宇宙戦略研究所 утю: сэнряку кэнкю:дзё)
- Лига возрождения Земли (яп. 地球維新連盟 тикю: исин рэммэй)